# Ванея
Ванея (ив. בניהו Бенаяху — Бог строит, созидает) — имя следующих лиц:
- 2Цар. 23:36 — сын священника Иодая, родом из Кавцеила, один из великих и храбрых мужей Давида, отличавшихся своей предприимчивостью и храбростью в разных случаях, как то: он поразил двух сынов Ариила Моавитского, убил льва во рве в снежное время и одного великана египтянина (2Цар. 23:20—22, 1Пар. 11:22, 23). Ванея остался верным Давиду и во время заговора Адонии (3Цар. 1:8) и, предавши, по повелению Соломона, смерти Адонию, Семея и Иоава, сделался (по умерщвлении последнего) главным военачальником (3Цар. 2:35, 4:4);
- 1Пар. 11:31, 1Цар. 23:30 — пирафонянин, один из тридцати сильных мужей Давида;
- 1Пар. 15:18, 15:20, 16:5 — левит, современник Давида, игравший «на псалтирях тонким голосом»;
- 1Пар. 15:24, 16:6 — священник, тоже современник Давида, трубивший перед Ковчегом Завета;
- 2Езд. 9:26 — один из израильтян, возвратившийся из Вавилона в Иерусалим и по внушению Ездры отпустивший жену иноплеменную;
- 1Пар. 4:36 — один из князей колена Симеонова;
- 2Пар. 20:14 — левит из сынов Асафовых, предков Иозиила